# Stretch (band)
Stretch was een Britse bluesrock-band.

## Bezetting
Actuele bezetting
- Elmer Gantry (zang, gitaar)
- Kirby Gregory (gitaar)
- Jim Scadding (basgitaar, sinds 2007)
- Brett Lamb-Shine (gitaar, sinds 2007)
- Justin Hildreth (drums, sinds 2007)

Voormalige bezetting
- Jim Russell (drums, tot 1975)
- Paul Martinez (basgitaar, tot 1975)
- Steve Emery (basgitaar, van 1975 tot 1977)
- Jeff Rich (drums, van 1976 tot 1977)

## Geschiedenis
Zanger en harmonicaspeler Dave Terry was in 1967 medeoprichter van de Britse psychedelic/space rockband Velvet Opera. Gezien zijn kleding stelde de band hun frontman gelijk met de fictieve figuur Elmer Gantry uit de gelijknamige speelfilm uit 1960. Aldus werd de bandnaam weer gewijzigd in Elmer Gantry's Velvet Opera. Terry hield deze artiestennaam aan, toen hij in 1969 de band verliet.
In 1971 vervoegde hij zich bij de Londense jazzrock-formatie Armada, waar reeds gitarist Kirby Gregory en bassist Steve Emery actief waren. Kirby op zijn beurt vertrok in 1972 naar Curved Air en bracht met deze band het album Air Cut (1973) uit. In hetzelfde jaar brachten Gantry, Kirby en Emery met behulp van Clifford Davis (tot dan manager van Curved Air en Fleetwood Mac) als Legs de single So Many Faces / You Bet You Have uit.
Tevens in 1973 werden Gantry, Kirby en Paul Martinez (bas), John Wilkinson (keyboards) en Craig Collinge (drums) door Davis gecontracteerd om als Fleetwood Mac door de Verenigde Staten te toeren. De oorspronkelijke bandleden hadden de band al verlaten, hadden ruzie en/of drugsproblemen en waren derhalve niet beschikbaar. Er waren echter al concertafspraken gepland. Ogenschijnlijk was ook Mick Fleetwood betrokken bij deze overeenkomst en zou zich tijdens de tournee bij de band voegen, echter verscheen hij niet bij de concerten, zodat het schandaal rond de "onechte" Fleetwood Mac compleet was. De tournee werd geannuleerd en er volgde een juridisch proces voor de rechten van de naam Fleetwood Mac tussens manager Davis en de oorspronkelijke bandleden. Davis verloor het proces en werd ontslagen.
Eenmaal terug in het Verenigd Koninkrijk richtten Kirby en Gantry de band Stretch op. De in 1975 uitgebrachte debuutsingle Why Did You Do It heeft rechtstreeks betrekking op Mick Fleetwood en de toenmalige gebeurtenissen. De uitzonderlijke blazers van het nummer werden bijgestuurd door Bud Beadle, Chris Mercer, Mick Eve, Mike Bailey en Ron Carthy. Na deze veelbelovende start (#16, 8 weken, Britse hitlijst) konden verdere publicaties geen noemenswaardige successen meer behalen. Het daarbij behorende album Elastique werd geproduceerd door Martin Rushent. Aanvankelijk bespeelde Paul Martinez de basgitaar, echter op dit album is bij enkele nummers zijn opvolger Steve Emery te horen. Drummer Jim Russell werd voor het in 1976 verschenen opvolgende album You Can't Beat Your Brain For Entertainment vervangen door Jeff Rich.
In september 1976 speelde Stretch als voorband tijdens de Britse concerten van de Rising-tournee van Ritchie Blackmore's Rainbow.
In 1977 werd Stretch ontbonden. Het vierde en laatste album Forget the Past werd in 1978 uitgebracht.
In navolging diende Elmer Gantry zich aan als zanger van verschillende andere projecten. Zo zong hij voor The Alan Parsons Project het nummer May Be a Price to Pay op het album The Turn of a Friendly Card (1980) en Psychobabble op Eye in the Sky (1982). In hetzelfde jaar zong hij Where Are You? op de lp Before I Forget van de voormalige Deep Purple-toetsenist Jon Lord. Reeds in 1981 waren hijzelf en Kirby betrokken bij het album Tilt van drummer Cozy Powell. Gantry zingt drie door Kirby mede-gecomponeerde nummers, deze alweer speelt op twee daarvan gitaar. Ook Emery werd bij een daarvan als co-auteur vermeld.
In 1984/1985 werd Why Did You Do It in enkele Europese landen heruitgebracht, gecompleteerd als een bijna acht minuten durende maxi-versie, gemixt door Fredrik Ramel, die het nummer al in 1975 had geproduceerd. In Oostenrijk was de single in 1985 14 weken lang in de hitlijst vertegenwoordigd (#3), in Zwitserland 7 weken lang (#20).
Drummer Jeff Rich vervoegde zich in 1986 bij de band Status Quo, waarbij hij bleef tot 2000. In 1992 volgden verdere publicaties van Why Did You Do It met bijkomstige remixen van The Wild Boys en James Black/Mixmaster K/Pekka Witikka.
In 2007 speelden Elmer Gantry en Kirby Gregory als Stretch met een nieuwe bezetting in het voorprogramma van The Jeff Healey Band. In oktober 2011 verscheen hun album Unfinished Business, dat onder andere een verdere versie van Why Did You Do It, nieuw opgenomen nummers van Velvet Opera en coverversies van Willie Dixon-klassiekers bevat.

## Discografie

### Singles
- 1975: Why Did You Do It / Write Me A Note
- 1976: That's The Way The Wind Blows / Hold On
- 1976: Love's Got A Hold On Me / If The Cap Fits
- 1978: Forget The Past / Fooling Me
- 1984: Why Did You Do It

### Studioalbums
- 1975: Elastique
- 1976: You Can't Beat Your Brain for Entertainment
- 1977: Life Blood
- 1978: Forget the Past
- 2011: Unfinished Business

### Compilaties
- 1996: Can't Judge a Book: The Peel Sessions
- 2002: The Story of Elmer Gantry
- 2007: Why Did You Do It? - The Best of
- 2011: That's the Way the Wind Blows - A Collection

### NPO Radio 2 Top 2000
| Nummer met noteringen in de NPO Radio 2 Top 2000 | '99  | '00  | '01  | '02  | '03  |
| ------------------------------------------------ | ---- | ---- | ---- | ---- | ---- |
| Why Did You Do It                                | 1789 | 1409 | 1824 | 1954 | 1777 |

1. ↑  Een vetgedrukt getal geeft de hoogste notering aan.
2. ↑  Deze tabel is bijgewerkt tot en met de laatste editie (2024).